# Alfredo V. Bonfil (Campeche)
Alfredo V. Bonfil es una localidad del estado mexicano de Campeche. Es parte del municipio de Campeche.
La localidad tiene el título de Junta Municipal y abarca las localidades de: Alfredo V. Bonfil, Pueblo Nuevo, Crucero Oxá y Nohyaxché.

## Toponimia
El nombre de la localidad rinde homenaje a Alfredo V. Bonfil, líder campesino y presidente de la Confederación Nacional Campesina.

## Demografía
| Gráfica de evolución demográfica |
|                                  |

| Censo | Población |
| ----- | --------- |
| 1980  | 2 203     |
| 1990  | 2 388     |
| 2000  | 1 990     |
| 2010  | 2 060     |
| 2020  | 2 416     |